# Prezydent (drzewo)

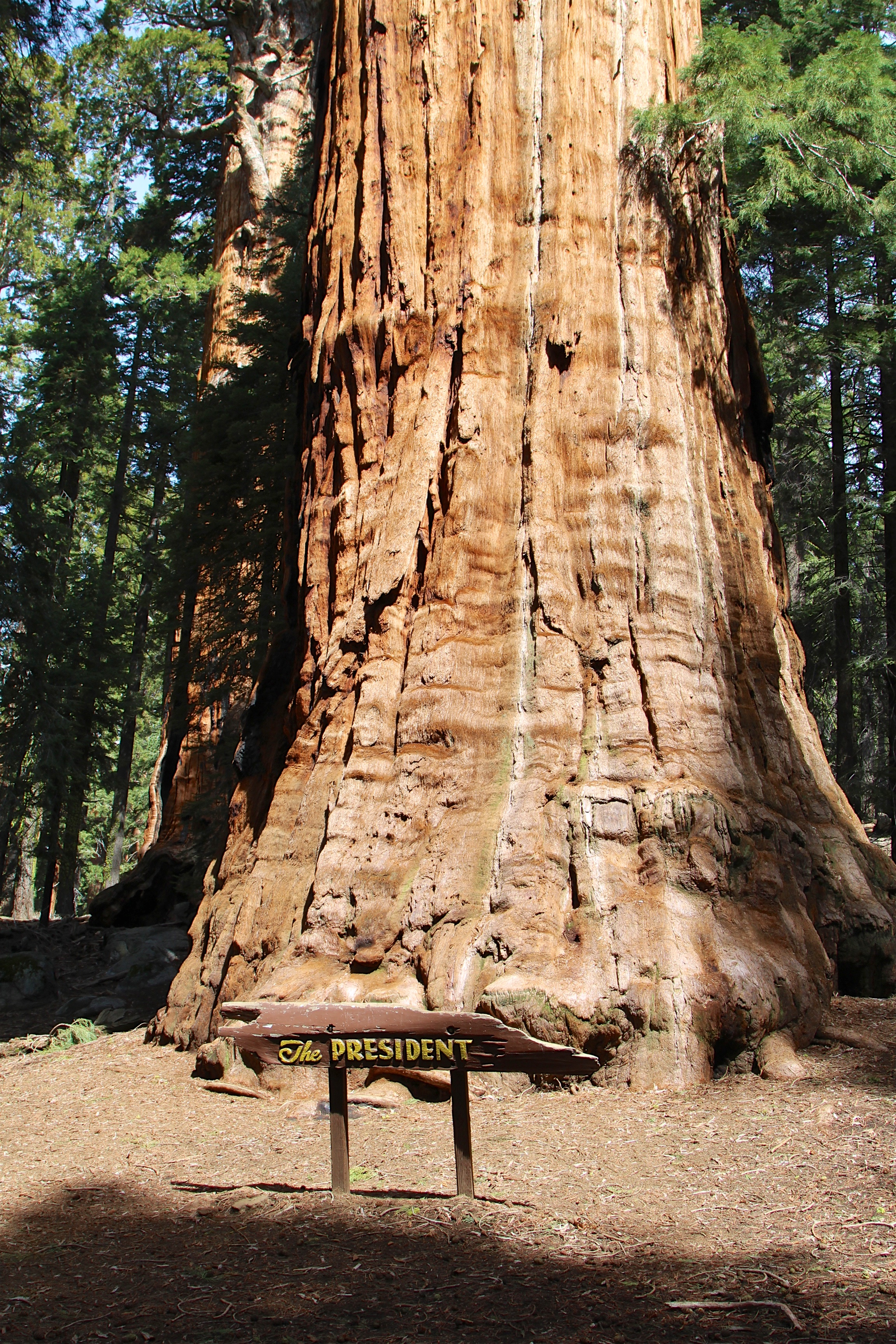

Prezydent (ang. President) – okaz mamutowca olbrzymiego, rosnącego na łagodnym zboczu nad skrzyżowaniem szlaków w Parku Narodowym Sekwoi, na wysokości około 2100 m n.p.m. w południowej części łańcucha górskiego Sierra Nevada w Stanach Zjednoczonych. Drzewo ma bardzo grubą, pofałdowaną rdzawą korę, a średnica pnia u podstawy wynosi 8 m. Nazwę Prezydent nadano mu na początku XX w.
Według pomiarów dendrometrycznych, wykonanych przez Steve'a Silletta i jego współpracowników z Humboldt State University,  Prezydent jest drugim drzewem na świecie pod względem objętości korony. Drzewo ma 75 m wysokości, jednak jego 12 metrowy wierzchołek jest martwy od ponad tysiąca lat, kiedy to w drzewo uderzył piorun. Drzewo ma około 3200 lat i 1540 m³ masy drzewnej. Obecny wzrost osiągnęło ponad 1000 lat temu, ale pomimo że nie zwiększa już wysokości, to przybywa mu masy drzewnej, a jego korona rozrasta się i gęstnieje. Prezydent ma 534 gałęzie, prawie 2 miliardy igieł oraz 82 tysiące szyszek wielkości kurzego jaja, zawierających po około 200 nasion każda. Cztery główne konary wyrastają z pnia mniej więcej w połowie wysokości i podtrzymują główną koronę. Konary te mają średnicę od 1,5 m do 2,2 m. Największy ma 18 m długości. Gruba kora mamutowca olbrzymiego chroni go przed ogniem oraz jest przesycona garbnikami i innymi związkami chroniącymi przed próchnieniem. Pomimo tego jedna strona pnia jest uszkodzona przez pożar do wysokości 15 m.